# 게이오선
게이오선(일본어: 京王線 게이오 센[*])은 게이오 전철이 운영하는 철도 노선이다. 일본 도쿄도 신주쿠구에 있는 신주쿠역과 하치오지시에 있는 게이오 하치오지 역을 잇는다. 통근 전철, 특급, 준특급, 쾌속 등의 급행 열차가 운행되고 있다.
'게이오 선(京王線)'이라는 명칭 자체는 다양한 의미로 사용되고 있다.
1. 신주쿠 역 - 게이오 하치오지 역 사이를 잇는 게이오 전철의 노선. 이후 설명할 '게이오 신선'을 포함해, 국토교통성에 제출된 명칭은 '게이오 선'. '게이오 본선(京王本線 게이오 혼센[*])이라 불리는 경우도 있다.
2. 위의 내용에서 '게이오 신선'을 제외한 노선. '본선(本線 혼센[*])'이라 불리는 경우가 있다. '게이오 선 신주쿠 역(京王線新宿駅 게이오 센 신주쿠 에키[*])'이라고 부를 때의 '게이오 선'은 이 의미를 뜻한다. 이 글에서는 이 의미로써의 게이오 선에 대해 언급하기로 한다. 게이오 신선에 대해서는 게이오 신선의 항목을 참고할 것.
3. 게이오 전철의 노선 중에, 위의 게이오센에 연결되는 열차가 있는 노선 전부. 게이오 신선, 사가미하라 선, 경마장선, 동물원선, 다카오 선을 포함한다. 이노카시라 선은 한때는 오다큐 계열의 다른 회사였던 사실이 있어, 규격이 달라 열차의 연결이 이루어지지 않으므로 제외된다.

## 노선 정보
- 노선 거리: 37.9 킬로미터
- 궤도 간격: 1372 밀리미터
- 복선 구간: 사사즈카 역 - 게이오 하치오지 역 (31.3 km)
- 복복선 구간: 신주쿠 역 - 사사즈카 역 (3.6 km)
- 전력화 구간: 전 선 (직류 1500 볼트)
- 보안장치: 게이오 식 자동열차제어장치(ATC)
- 최고 속도: 시속 110킬로미터

복복선 구간 중에, 기존의 선은 게이오 선으로, 도에이 신주쿠 선으로의 직접 연결을 위해 만들어진 증설 노선은 게이오 신선이라고 불린다.
신선 개통 전에 신주쿠 - 사사즈카 사이에 있던 하쓰다이(初台) 와 하타가야(幡ヶ谷)는 신선이 개통되었을 때 신선으로 이설되었기 때문에, 현재 두 역은 신선에만 있다. 또한, 신주쿠 역은 두 선에 따로 있으나, 거리가 떨어져 있기 때문에, 각각 게이오 선 신주쿠 (일본어: 京王線新宿 게이오 센 신주쿠[*]), 신선 신주쿠(일본어: 新線新宿 신센 신주쿠[*])라고 불린다.
하츠다이, 하타가야의 두 역으로 가기 위해서는, 열차의 종류와 관계없이, 신주쿠 쪽에서는 신선 신주쿠역에서 승차하며, 사사즈카 쪽에서는 신선 신주쿠 행 또는 도에이 신주쿠 선으로 직접 연결되는 열차에 타야 한다.

## 개요
신주쿠 도심과 도쿄 도의 서쪽 하치오지 시를 묶는 게이오 전철의 중심 노선이다. 게이오 전철의 전신이 게이오 전기궤도(京王電気軌道)가 1913년에 사사즈카 역에서 조후역까지의 구간을 개통한 것이 게이오 선의 시초라 할 수 있다.
서쪽으로 뻗어가는 노선의 특징상, 국도 20호 고슈카이도(甲州街道), 수도고속국도 4호 신주쿠선(首道高速國道 4號 新宿線), 츄오 자동차로(中央 自動車路), JR 츄오 본선(中央 本線)과 나란히 놓여있다. 노선의 건설의 역사로 인해, 후츄(府中)역 이후로는 긴 직선구간이 적은 것이 특징이다.
JR 신주쿠역의 서쪽에 인접한, 오다큐 신주쿠 역의 서쪽 편 지하 2층에 남북으로 뻗어있는 3개의 노선이 게이오 선 신주쿠 역의 플랫폼이다. 지상에는 게이오 백화점이 위차하고 있고, 게이오 선 신주쿠 역에서 약간의 거리를 두고 도에이 신주쿠 선과 연결되는 신선 신주쿠 역이 있다. 게이오 선 신주쿠 역에서 남쪽으로 빠져나오면 국도 20호선 고슈카이토를 만나게 된다.
신주쿠 역에서는 특급을 비롯해, 준특급, 쾌속, 출퇴근 시간대에 운행하는 통근 쾌속,그 이외 상시 운행하는 가장 느린 각역 정차 등의 열차가 운행되고 있다.
메이지 대학 캠퍼스가 위치한 메이다이 앞역에서 이노카시라 선과 교차한다. 조후역에서 사가미하라 선과 연계되며, 히가시후추 역과 다카하타후도 역에서 각각 소규모 지선인 경마장 선과 동물원 선과 연계된다. 기타노 역에서 게이오 하치오지 역 방면으로 가는 본선 방향과, 다카오 산구치 역으로 가는 다카오 선 연결 방향으로 갈려나간다.

## 운행 형태
- 특급(일본어: 特急 톳큐[*])은 낮에만 운전하며, 게이오 전철 게이오 선의 운행계통중 가장 정차역이 적다. 신주쿠 역에서 게이오 하치오지 방면, 다카오산구치 방면 하시모토 방면이 있다.
- 준특급(일본어: 準特急 준톳큐[*])은 러시아워 이외의 시간 위주로 운행되고 있으며, 게이오 선내의 정차역은 특급 정차역에 사사즈카 역, 지토세 가라스야마 역이 추가되며 다카오 선내는 각역에 정차한다.
- 급행(일본어: 急行 규고[*])은 신주쿠와 후추, 혹은 하시모토 사이에서는 특급보다 정차역이 많다. 후추역 이서에서는 특급 및 준특급과 같은 역에 정차한다.
- 구간급행(일본어: 区間急行 구칸규고[*])은 급행보다 정차역이 많고 히가이후추 역부터는 모든 역에 정차한다.
- 쾌속(일본어: 快速 가이소쿠[*])은 급행보다 정차역이 많다. 대부분은 신주쿠와 하시모토 방면이며 조후 역 이서로는 모든 역에 정차한다.
- 각역정차(일본어: 各駅停車 가쿠에키 데샤[*])은 모든 역에 정차하는 열차이다.

## 역 목록
- 각역 정차는 표기된 모든 역에 정차하므로 생략.
- 역간 거리의 단위는 킬로미터.
- 표시 설명
  - ● : 정차
  - │ : 통과
  - ◆ : 이벤트 개최 등의 경우 임시 정차

| 역 번호 | 역명                 | 일어 역명    | 쾌 속 | 구 급 | 급 행 | 준 특 | 특 급 | 게 라 | 접속 노선 | 역간 거리 | 누적 거리  | 소재지   | 소재지     |
| ------- | -------------------- | ------------ | ----- | ----- | ----- | ----- | ----- | ----- | --- | --------- | ---------- | -------- | ---------- |
| KO 01   | 신주쿠               | 新宿         | ●     | ●     | ●     | ●     | ●     | ●     | 게이오 신선 (KO 01), 야마노테 선 (JY 17), 사이쿄 선 (JA 11) 쇼난 신주쿠 라인 (JS 17), 주오 쾌속선 (JC 05) 주오·소부 완행선 (JB 10), 오다큐 전철 오다와라 선 (OH 01) 도쿄 지하철 마루노우치 선 (M-08) 도쿄도 교통국 지하철 신주쿠 선 (S-01) 도쿄도 교통국 지하철 오에도 선 (E-27) |           | 0.0        | 도 쿄 도 | 신주쿠구   |
| KO 04   | 사사즈카             | 笹塚         | ●     | ●     | ●     | ●     | │     | │     | 게이오 신선 (KO 04, 직결 운행) | 3.6       | 3.6        | 도 쿄 도 | 시부야구   |
| KO 05   | 다이타바시           | 代田橋       | │     | │     | │     | │     | │     | │     | | 0.8       | 4.4        | 도 쿄 도 | 세타가야구 |
| KO 06   | 메이다이마에         | 明大前       | ●     | ●     | ●     | ●     | ●     | │     | 이노카시라 선 (IN 08) | 0.8       | 5.2        | 도 쿄 도 | 세타가야구 |
| KO 07   | 시모타카이도         | 下高井戸     | ●     | │     | │     | │     | │     | │     | 도쿄 급행 전철 세타가야 선 (SG 10) | 0.9       | 6.1        | 도 쿄 도 | 세타가야구 |
| KO 08   | 사쿠라조스이         | 桜上水       | ●     | ●     | ●     | │     | │     | │     | | 0.9       | 7.0        | 도 쿄 도 | 세타가야구 |
| KO 09   | 가미키타자와         | 上北沢       | │     | │     | │     | │     | │     | │     | 0.8 | 7.8       |            | 도 쿄 도 | 세타가야구 |
| KO 10   | 하치만야마           | 八幡山       | ●     | │     | │     | │     | │     | │     | 0.6 | 8.4       | 스기나미구 | 도 쿄 도 |            |
| KO 11   | 로카코엔             | 芦花公園     | │     | │     | │     | │     | │     | │     | 0.7 | 9.1       | 세타가야구 | 도 쿄 도 |            |
| KO 12   | 지토세카라스야마     | 千歳烏山     | ●     | ●     | ●     | ●     | │     | │     | 0.8 | 9.9       | 세타가야구 | 도 쿄 도 |            |
| KO 13   | 센가와               | 仙川         | ●     | ●     | │     | │     | │     | │     | 1.6 | 11.5      | 조후시     | 도 쿄 도 |            |
| KO 14   | 쓰쓰지가오카         | つつじヶ丘   | ●     | ●     | ●     | │     | │     | │     | 1.0 | 12.5      | 조후시     | 도 쿄 도 |            |
| KO 15   | 시바사키             | 柴崎         | │     | │     | │     | │     | │     | │     | 0.8 | 13.3      | 조후시     | 도 쿄 도 |            |
| KO 16   | 고쿠료               | 国領         | │     | │     | │     | │     | │     | │     | 0.9 | 14.2      | 조후시     | 도 쿄 도 |            |
| KO 17   | 후다                 | 布田         | │     | │     | │     | │     | │     | │     | 0.7 | 14.9      | 조후시     | 도 쿄 도 |            |
| KO 18   | 조후                 | 調布         | ●     | ●     | ●     | ●     | ●     | │     | 사가미하라 선 (KO 18, 직결 운행) | 0.6       | 조후시     | 도 쿄 도 | 15.5       |
| KO 19   | 니시초후             | 西調布       | ●     | │     | │     | │     | │     | │     | | 1.5       | 조후시     | 도 쿄 도 | 17.0       |
| KO 20   | 도비다큐             | 飛田給       | ●     | ◆     | ◆     | ◆     | ◆     | │     | 0.7 | 17.7      | 조후시     | 도 쿄 도 |            |
| KO 21   | 무사시노다이         | 武蔵野台     | ●     | │     | │     | │     | │     | │     | 세이부 철도 다마가와 선 (시라이토다이 역, SW 04) | 1.1       | 18.8       | 도 쿄 도 | 후추시     |
| KO 22   | 다마레이엔           | 多磨霊園     | ●     | │     | │     | │     | │     | │     | | 0.8       | 19.6       | 도 쿄 도 | 후추시     |
| KO 23   | 히가시후추           | 東府中       | ●     | ●     | ●     | ◆     | ◆     | │     | 경마장선 (KO 23, 직결 운행) | 0.8       | 20.4       | 도 쿄 도 | 후추시     |
| KO 24   | 후추                 | 府中         | ●     | ●     | ●     | ●     | ●     | ●     | | 1.5       | 21.9       | 도 쿄 도 | 후추시     |
| KO 25   | 부바이가와라         | 分倍河原     | ●     | ●     | ●     | ●     | ●     | ●     | 난부 선 (JN 21) | 1.2       | 23.1       | 도 쿄 도 | 후추시     |
| KO 26   | 나카가와라           | 中河原       | ●     | ●     | │     | │     | │     | │     | | 1.6       | 24.7       | 도 쿄 도 | 후추시     |
| KO 27   | 세이세키사쿠라가오카 | 聖蹟桜ヶ丘   | ●     | ●     | ●     | ●     | ●     | ●     | 1.6 | 26.3      | 다마시     | 도 쿄 도 |            |
| KO 28   | 모구사엔             | 百草園       | ●     | ●     | │     | │     | │     | │     | 1.7 | 28.0      | 히노시     | 도 쿄 도 |            |
| KO 29   | 다카하타후도         | 高幡不動     | ●     | ●     | ●     | ●     | ●     | ●     | 도부쓰엔 선 (KO 29, 직결 운행) 다마 도시 모노레일 선 (TT 07) | 1.7       | 히노시     | 도 쿄 도 | 29.7       |
| KO 30   | 미나미다이라         | 南平         | ●     | ●     | │     | │     | │     | │     | | 2.4       | 히노시     | 도 쿄 도 | 32.1       |
| KO 31   | 히라야마조시코엔     | 平山城址公園 | ●     | ●     | │     | │     | │     | │     | 1.3 | 33.4      | 히노시     | 도 쿄 도 |            |
| KO 32   | 나가누마             | 長沼         | ●     | ●     | │     | │     | │     | │     | 1.5 | 34.9      | 하치오지시 | 도 쿄 도 |            |
| KO 33   | 기타노               | 北野         | ●     | ●     | ●     | ●     | ●     | ●     | 다카오 선 (KO 33, 직결 운행) | 1.2       | 하치오지시 | 도 쿄 도 | 36.1       |
| KO 34   | 게이오 하치오지      | 京王八王子   |       | ▲     | ●     | ●     | ●     | ●     | 주오 쾌속선 (하치오지역, JC 22) 요코하마 선 (하치오지역, JH 32) ■ 하치코 선 (하치오지역) | 1.8       | 하치오지시 | 도 쿄 도 | 37.9       |

- 쾌속 : 쾌속 정차역
- 구급 : 구간급행 정차역
- 급행 : 급행 정차역
- 준특 : 준특급 정차역
- 특급 : 특급 정차역
- 게라 : 게이오 라이너 정차역

◇표시의 임시 정차역에 대한 설명
- 도비다큐 역：아지노모토 스타디엄에서 J 리그, 콘서트같은 큰 이벤트의 개최일에, 개최시간에 맞춰서 임시 정차함.
- 히가시후추 역：도쿄경마장에서 경마가 개최될 경우, 장외발매가 행해지는 날에 특별 설정되는 시간표에 맞춰 임시 정차함. 이 역에서 후추 경마장정문 앞역 행 전차로 직접 연결된다.
- 나카가와라 역：세이세키 다마가와 불꽃놀이 대회 개최일에, 개최시간에 맞춰서 임시 정차함.